# マイダネク
座標: 北緯51度13分13秒 東経22度36分0秒 / 北緯51.22028度 東経22.60000度

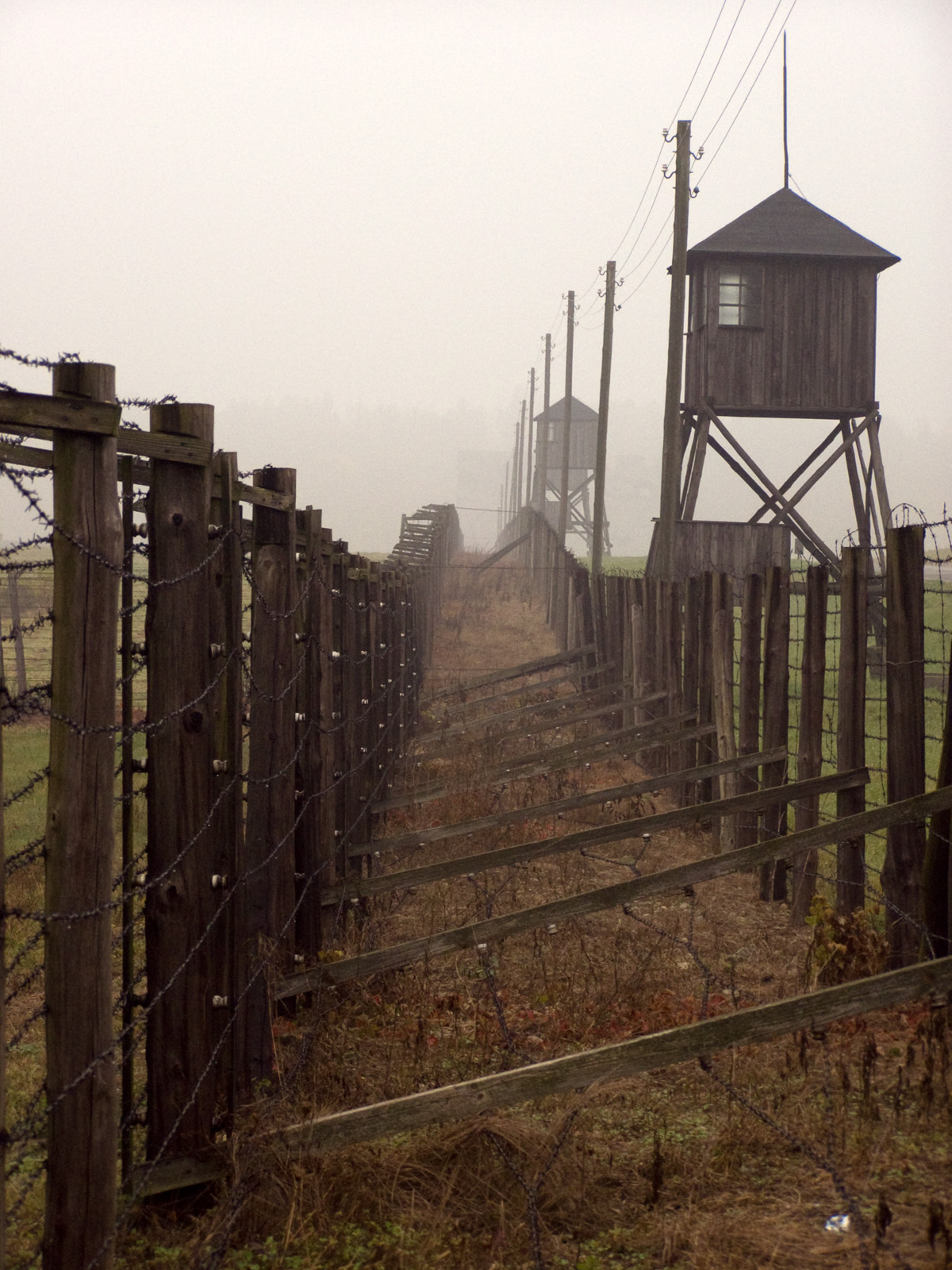
マイダネクの監視塔と有刺鉄線

マイダネク（独・波：Majdanek）、正式にはルブリン強制収容所（独：Konzentrationslager Lublin）は、ナチス・ドイツが第二次世界大戦中に設置した強制収容所の一つである。ポーランド、ルブリン郊外に位置する。ここにはガス室が設置されたとされている。アウシュヴィッツ＝ビルケナウ強制収容所と同じく強制収容所と絶滅収容所の役割を兼ね備える収容所であった。規模はアウシュヴィッツ＝ビルケナウに次ぐ。
親衛隊（SS）がつけた正式名称は「ルブリン強制収容所」であったが、周辺住民たちはこの収容所を近隣の村マイダンの名前をとって「マイダネク」と呼び習わしていた。戦後はこの名前で有名となった。
ニュルンベルク裁判において、ソ連・ポーランドは、150万人の犠牲者が出たと主張した。
戦後は下方修正され、ポーランド側発表によると36万人以上が死亡したと主張された、その発表によるとマイダネクの死者で一番多いのは、ポーランド人であり、ユダヤ人、ロシア人と続くとされた。
2024年1月現在、マイダネク博物館の公式発表によれば、さらに下方修正されて、犠牲者数は8万人であり、うちユダヤ人は6万人とされている。ヒルバーグ (1997, p. 170) によるとユダヤ人死者数は5万人であったという。

## 収容所の歴史
ルブリンから南方2キロの所のヴィスワ川とブク川に挟まれた場所に存在していた。北東にソビボル強制収容所、南東にベウジェツ強制収容所が存在した。
親衛隊全国指導者ハインリヒ・ヒムラーの命を受けたルブリン地区の親衛隊及び警察高級指導者オディロ・グロボクニクにより、1941年秋に建設工事開始、作業は1942年5月まで急ピッチで進められ、その後は少しずつ拡張され、最終的には1942年冬に完成した。
　1942年5月時点でマイダネクは広さ273ヘクタールであった。有刺鉄線の鉄条網で分けられた6つの区域から成っていた。300人以上収容可能な住居バラックが144棟建てられた。他強制収容所と同様、厳重な警備態勢が敷かれていた。高さ4メートルの支柱を2列に一定間隔で立てその間を有刺鉄線で結びフェンスとし、2列の柱の間に一方の柱の天辺から他方の根元まで対角線に有刺鉄線が渡され、この第三の網を碍子で固定、ここに電流を流していた。一定間隔に機関銃を備えた監視塔も設けていた。親衛隊員が看守であり、警察犬として200頭のシェパードも飼われていた。

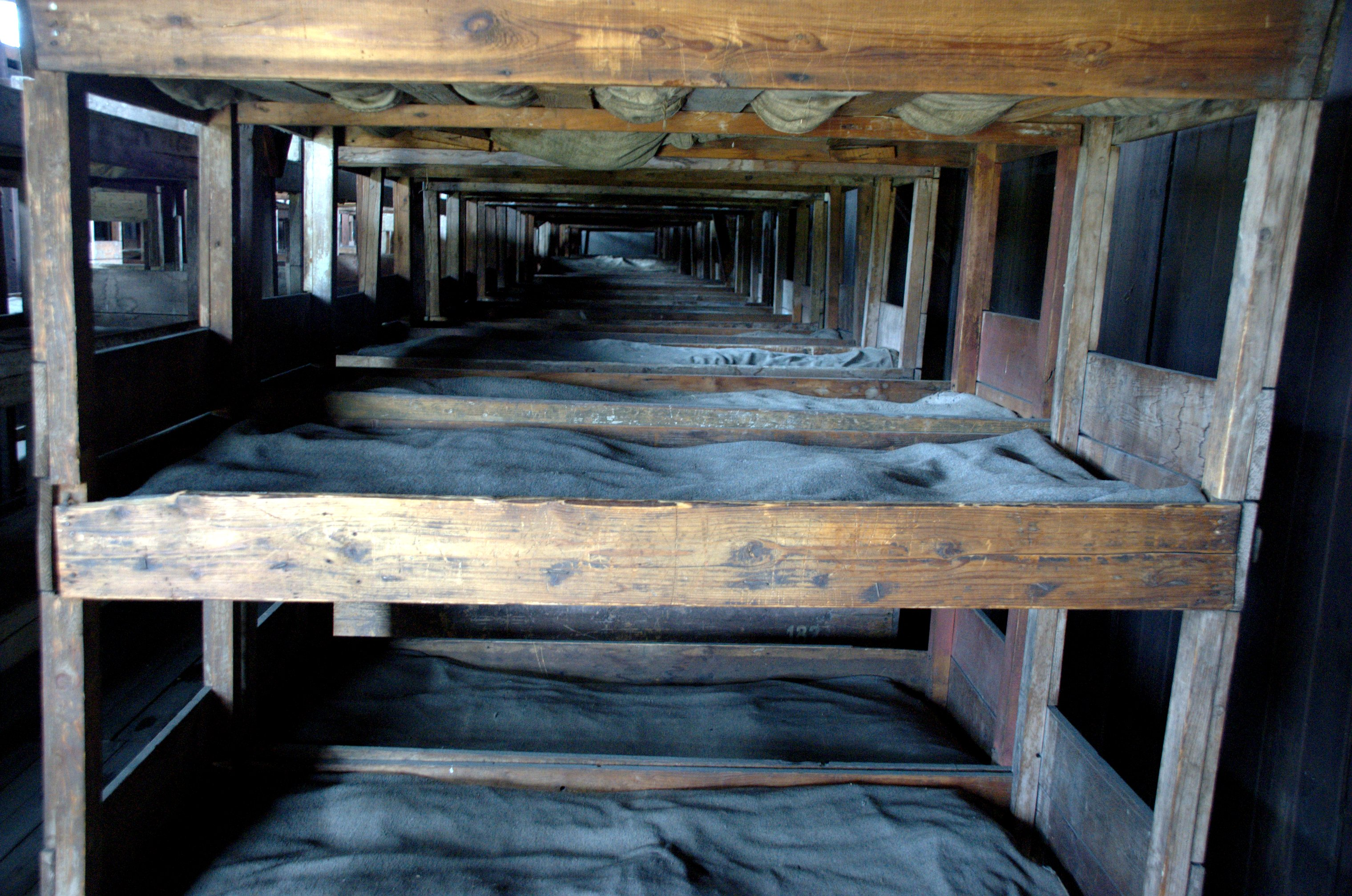
囚人の宿所バラックのベッド

当初はマイダネクにガス室はなく、独ソ戦のロシア人捕虜や先のポーランド侵攻の際のポーランド人捕虜の収容先として考えられていたという。最初期のころから近隣の村から連行したユダヤ人数千人も収容された。1942年4月頃のルブリン・ゲットーの解体、1943年5月頃のワルシャワ・ゲットーの解体の際にはそこの大量のユダヤ人がマイダネクに移送されてきている。しかし、囚人の中で一番多かったのは非ユダヤ系ポーランド人であった。
1942年9月から10月にかけ最初のガス室が3つ設置された。最終的にマイダネクにはガス車1台と6つのガス室が置かれた。マイダネクでのガス殺にはチクロンBと一酸化炭素が併用された。一度に1914人をガス殺可能であったとされる。
　ガス室は1942年10月から1943年秋にかけ本格稼働していた。マイダネクはアウシュヴィッツと同様、強制収容所と絶滅収容所の側面を兼ね備えた収容所であった。まだ働ける者は働かせる一方、飢餓や看守の暴力で衰弱した者、チフスに罹った者、そしてナチスにとって死んだ方が好都合な者などはガス室へ送られた。現在このガス室は一般公開され、天井に沈着する青々としたチクロンBを今でも確認出来る。マイダネクで使用されたチクロンBは総計7711キロである。
　マイダネクでは銃殺も多く行われた。1941年12月、ソ連捕虜の約1900人銃殺に始まり、ソ連捕虜が定期的に銃殺された。しかし銃殺の規模が一番大きかったのは1943年11月3日の「収穫祭作戦」（囚人からは「血の水曜日」）と呼ばれるユダヤ人大量銃殺だった。マイダネク収容所の8400人と他の収容所や町から連行された1万人の計1万8000人のユダヤ人がこの日銃殺されたとされる。
　他の強制収容所と同様、ドイツの戦況が悪化するにつれ、食糧が不足し常時餓死者が発生した。生きている囚人も骨と皮だけになるか、飢餓による鼓腸を起こし異常に太って見えるかのどちらかになっていった。
　死体は当初埋められていたが、ソ連軍接近に伴い、証拠隠滅のため死体が掘り起こされては改めて焼却された。生存者は別の収容所へ移送され、1944年7月23日にソ連軍が到着した際にはわずかな囚人しか残されていなかった。施設の多くも焼却されるか爆破されたが、焼却炉だけは爆破しきれずそのまま残っていた。

## ソ連からの報告とその報道

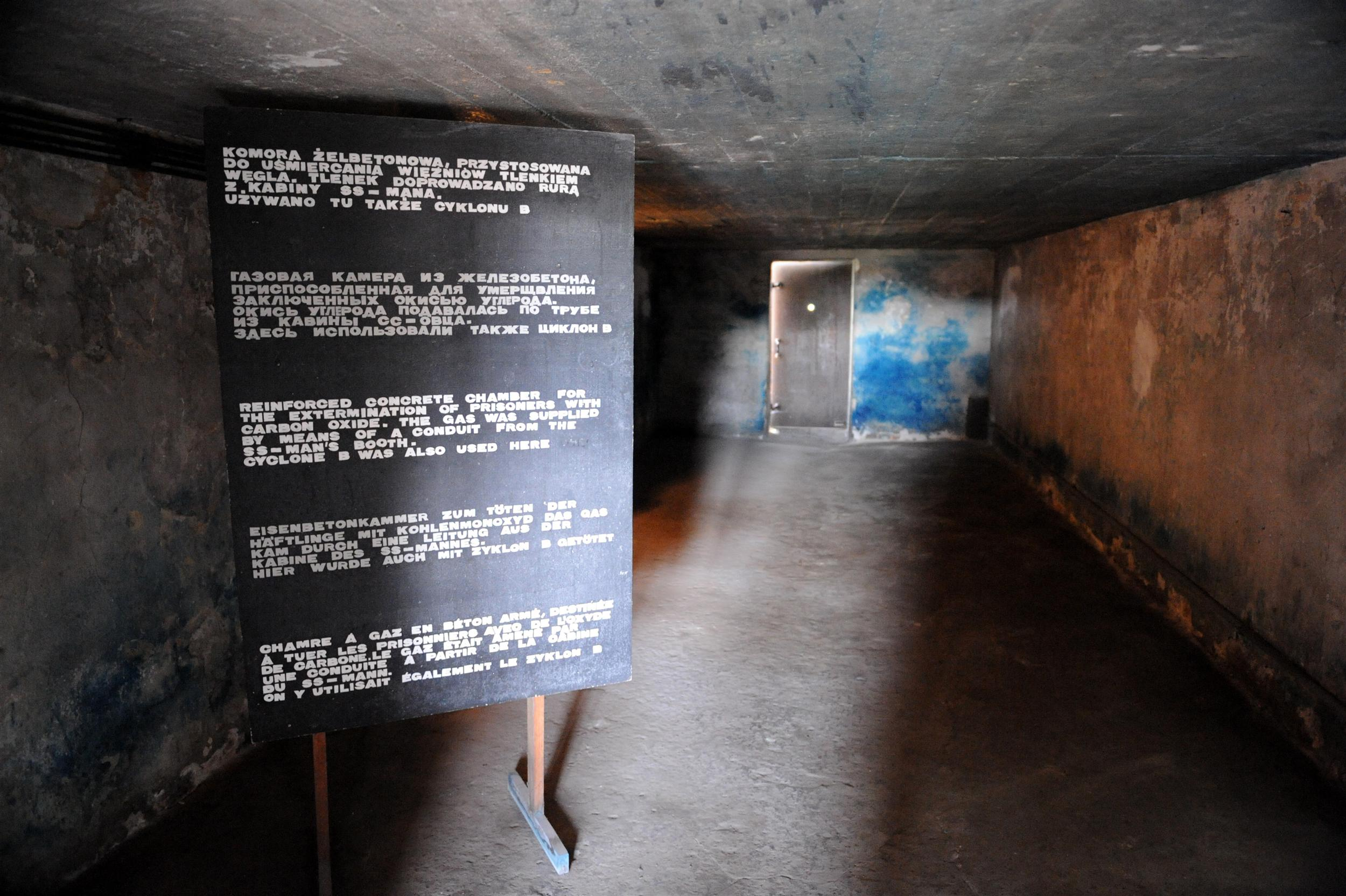
マイダネクのガス室

1944年8月12日のソ連の通信員ローマン・カルマンの報告によると、解放時のマイダネクはこのような状態であったという。
ソ連から送られてきたこれらの報告を受け、イギリスの新聞『イラストレイティッド・ロンドン・ニュース』は1944年10月にマイダネク収容者の写真を掲載するとともに次のように報道した。

## 囚人

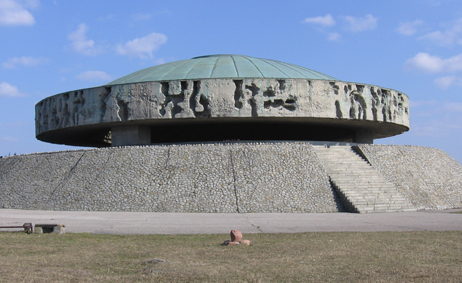
マイダネクにある慰霊碑。建材には犠牲者の遺灰が入れられている。

様々な国籍の人々がマイダネクに収容されていた。ポーランド、ロシア、ウクライナの国籍者が特に多く、ドイツ、フランス、イタリア、オランダ、ギリシアの国籍者がそれに次ぐ数がいた。それよりも数は少ないが、ベルギー、セルビア、クロアチア、ハンガリー、スペイン、ノルウェー、スイス、トルコ、中国などの国籍者も相当数いた。

## 著名な囚人
- ハリナ・ビレンバウム (en:Halina Birenbaum) 作家、詩人、翻訳者。ユダヤ人。
- マリアン・フィラー (en:Marian Filar) ピアニスト。ユダヤ人。
- イズラエル・グートマン (en:Israel Gutman) 歴史家。ユダヤ人。
- ヘニノ・ズィトミルスキ (en:Henio Zytomirski) ポーランドにおいてホロコーストの悲劇の象徴になっているユダヤ人の子供
- イレーナ・イラコウィッツ (en:Irena Iłłakowicz) ポーランドのレジスタンス運動家の女性
- ドミトリー・カルブィシェフ (en:Dmitry Karbyshev) ソ連赤軍の将軍
- （en:Omelyan Kovch）ウクライナのギリシャ正教聖職者
- イゴール・ネーヴェルリ、共産主義者
- ヴラデック・スピーゲルマン (Vladek Spiegelman) アート・スピーゲルマンの父。アートが父の体験を漫画『マウス――アウシュヴィッツを生きのびた父親の物語』にした。
- ルドルフ・ヴルバ (en:Rudolf Vrba) ユダヤ人。ヴルバ＝ヴェッツラー・レポート（en:Vrba-Wetzler report）を書いた。
- ミーテク・グロッヒャー (en:Mietek Grocher) 作家。ユダヤ人。

## 収容所の体制について
マイダネクは親衛隊経済管理本部 (WVHA) により監督された強制収容所の一つである。したがって他の強制収容所と同様の組織体制の下で運営されていた。1943年夏にはハインリヒ・ヒムラーが視察に訪れている。

### 所長
歴代所長は以下の通り。
- 1941年9月‐1942年8月、カール・オットー・コッホ (Karl Otto Koch)
- 1942年8月‐1942年11月、マックス・ケーゲル (Max Koegel)
- 1942年11月‐1943年10月、ヘルマン・フロアシュテット (Hermann Florstedt)
- 1943年11月‐1944年5月、マルティン・ゴットフリート・ヴァイス (Martin Gottfried Weiss)
- 1944年5月‐1944年7月、アルトゥール・リーベヘンシェル (Arthur Liebehenschel)